# Jonas Koch
Jonas Koch (Schwäbisch Hall, Baden-Württemberg, 25 de juny de 1993) és un ciclista alemany professional des del 2013 i actualment a l'equip UCI WorldTeam Bora-Hansgrohe.

## Palmarès
- 2015
  - Vencedor d'una etapa al Tour de l'Avenir

### Resultats a la Volta a Espanya
- 2019. 60è de la classificació general
- 2022. 99è de la classificació general
- 2023. 93è de la classificació general

### Resultats al Tour de França
- 2020. 125è de la classificació general
- 2021. No surt (10a etapa)